# Baring (Washington)
Baring é uma Região censo-designada localizada no estado norte-americano de Washington, no Condado de King.

## Demografia
Segundo o censo norte-americano de 2000, a sua população era de 233 habitantes.

## Geografia
De acordo com o United States Census Bureau tem uma área de 4,6 km², dos quais 4,3 km² cobertos por terra e 0,3 km² cobertos por água.

## Localidades na vizinhança
O diagrama seguinte representa as localidades num raio de 24 km ao redor de Baring.